# Relations entre le Japon et les Pays-Bas
Les relations entre le Japon et les Pays-Bas commencent en 1609, quand les premières liaisons commerciales furent établies.

## Histoire

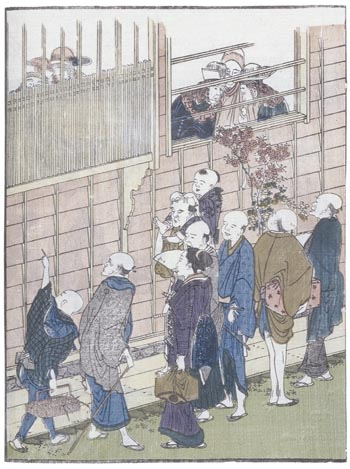
Japonais curieux regardant les Hollandais de Dejima.

Quand des relations commerciales formelles ont été établies en 1609, les Néerlandais se sont vu accorder des droits marchands étendus et ont installé un comptoir commercial de la Compagnie néerlandaise des Indes orientales à Hirado. Quand eut lieu la rébellion de Shimabara en 1637, dans laquelle des Japonais chrétiens se sont révoltés contre le shogunat Tokugawa, elle fut écrasée avec l'aide des Néerlandais. En conséquence, toutes les nations chrétiennes qui avaient aidé les rebelles furent expulsées, laissant les Néerlandais seuls associés commerciaux occidentaux. Parmi les nations expulsées se trouvait le Portugal qui avait un comptoir commercial dans le port de Nagasaki sur une île artificielle appelée Dejima. Dans une volonté du shogunat d'éloigner le commerce des Hollandais du clan de Hirado, le comptoir commercial hollandais fut déplacé à Dejima.

### Rangaku
Le Rangaku, littéralement « Etudes hollandaises», était un recueil de connaissances de la science occidentale développée par les japonais de par leurs contacts avec l'avant-poste hollandais de Dejima. Ainsi, le Japon pouvait se renseigner sur la révolution scientifique et technologique se produisant aux Pays-Bas et en Europe à ce moment-là ainsi que sur les principaux événements politiques, le shogun a ainsi eu connaissance de la Révolution Française. Cela a permis une modernisation radicale et rapide après l'ouverture du pays au commerce extérieur en 1854.

## Coopération militaire
Après l'ouverture forcée du Japon par le Commodore Perry en 1854, il fut décidé de moderniser la flotte japonaise. Pour ce faire, priorité fut  donnée aux puissants navires de guerre modernes à vapeur. Le premier fut le ZM SS Soembing, un cadeau du Roi Guillaume III des Pays-Bas, qui fut rebaptisé le Kankō Maru. Pour former les marins japonais à l'utilisation de ces nouveaux bâtiments, le Centre d'entraînement naval de Nagasaki fut fondé, juste à l'entrée de Dejima, pour maximiser l'interaction avec le savoir-faire naval hollandais. Parmi les étudiants du centre se trouvait Takeaki Enomoto, un des fondateurs de la Marine Impériale Japonaise.

## Relations d'après-guerre
Les relations entre le Japon et les Pays-Bas après 1945 constituèrent un rapport triangulaire marqué par la question de l'Indonésie. L'invasion et l'occupation des Indes orientales néerlandaises pendant la Seconde Guerre mondiale y avaient provoqué la destruction de l'Etat colonial, les Japonais s'étant efforcés d'effacer toutes les traces de la colonisation européenne, ce qui affaiblit l'emprise des Pays-Bas sur le territoire après la guerre. Sous pression des États-Unis, les Pays-Bas reconnurent finalement l'indépendance de l'Indonésie en 1949 (voir République des États-Unis d'Indonésie).
Le 24 août 2009, les Pays-Bas ont frappé une série de pièces de 5 € commémoratives de 400 ans de relations avec le Japon.